# Beatrix von Burgund (Bourbon)

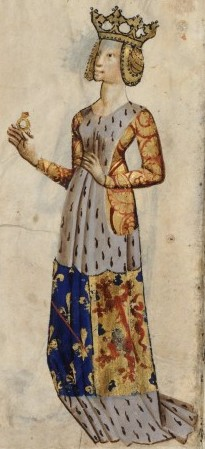
Beatrix von Burgund

Beatrix von Burgund (französisch Beatrice de Bourgogne; * 1257 oder 1258; † 1. Oktober 1310 auf Burg Murat), auch Beatrix von Bourbon genannt, war Herrin von Bourbon und Gräfin von Charolais. Sie war die Erbtochter des Johann von Burgund aus dem Älteren Haus Burgund, eines Sohnes des Herzogs Hugo IV., und der Agnes von Bourbon, Herrin von Bourbon. Sie ist die Stammmutter des Hauses Bourbon.
Sie heiratete 1276 in Clermont-en-Beauvaisis Robert de Clermont, Graf von Clermont-en-Beauvaisis, einen Sohn des französischen Königs Ludwig des Heiligen. Aus der Verbindung gingen sechs Kinder hervor:
- Ludwig I. der Lahme (französisch Louis I. le Boiteux) (* 1279; † 1342), seit 1327 Herzog von Bourbon, Graf von Clermont-en-Beauvaisis und Graf von La Marche
- Blanche (* 1281; † 1304), ⚭ 1303 Robert VII., Graf von Auvergne und Boulogne
- Jean (* 1283; † 1322), Herr von Charolais, ⚭ 1309 Jeanne d'Argies, dame de Dargies et de Catheux
- Marie (* 1284/85; † 1372), Priorin in Poissy
- Pierre (* 1287; † nach 1330), Archidiakon in Paris
- Marguerite (* 1289; † 1309), ⚭ 1307 Johann I., Markgraf von Namur

Von ihrem Großvater väterlicherseits erbte sie bei dessen Tod im Jahr 1272 die Kastellaneien Sauvigne, Doudain, Charolles, Mont-Saint-Vincent und Sauvement. Ihr Onkel, Herzog Robert II. von Burgund, entzog ihr die Rechte daran, musste sie ihr aber im April 1277 und August 1279 zurückgeben.  Nach dem Tod ihrer Mutter erbte sie von ihr zudem die Rechte an den Seigneurie Bourbon.
Beatrix starb am 1. Oktober 1310 und wurde im Couvent des Cordeliers de Champaigue bei Souvigny bestattet.